# Мёнхсвальде

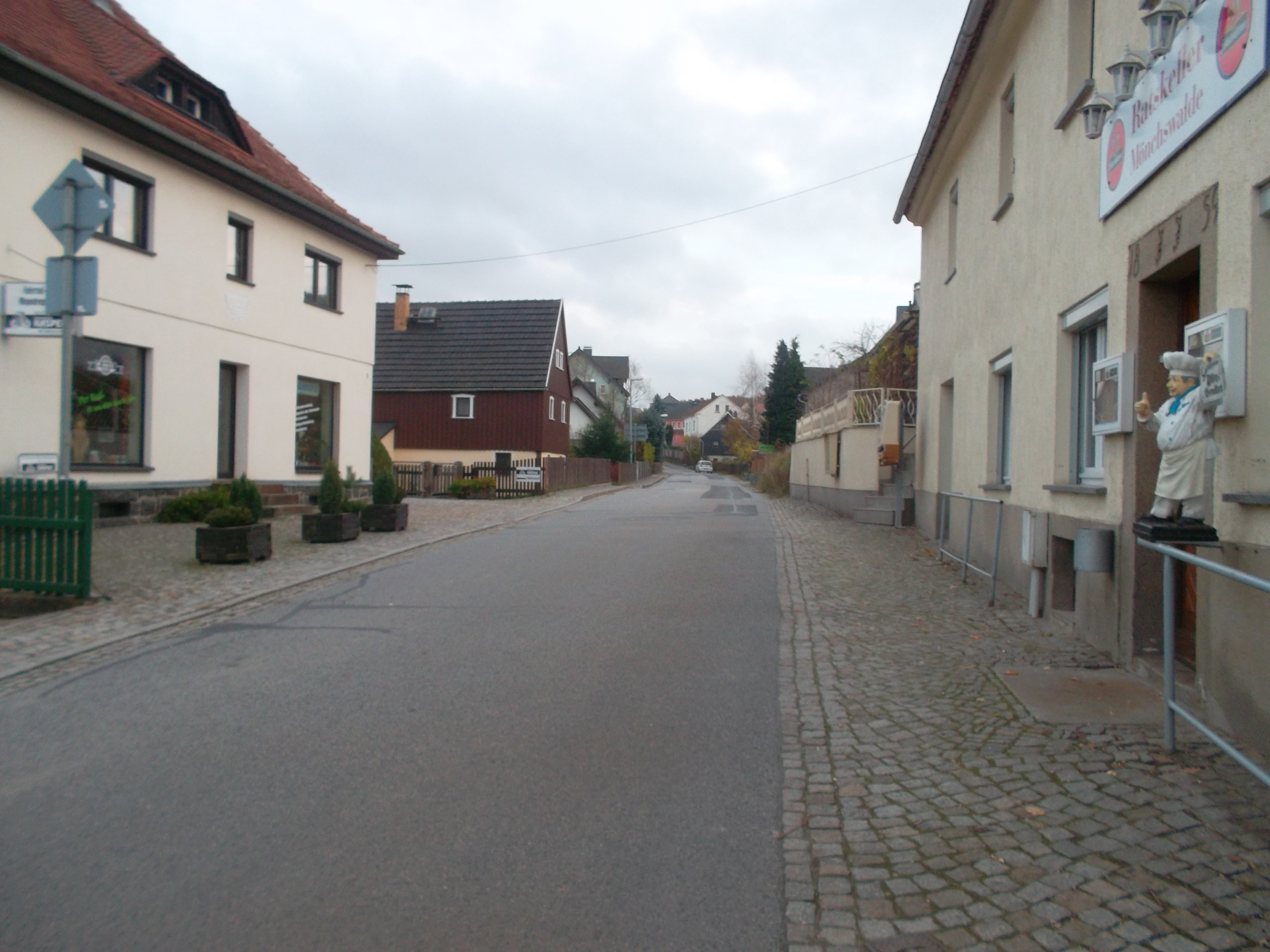

Мёнхсвальде или Мни́шонц (нем. Mönchswalde; в.-луж. Mnišoncо файле) — деревня в Верхней Лужице, Германия. Входит в состав коммуны Обергуриг района Баутцен в земле Саксония. Подчиняется административному округу Дрезден.

## География
Находится на юго-востоке от административного центра коммуны деревни Обергуриг. Располагается при автомобильной дороге S114, на противоположной стороне которой находится деревня Мале-Дебсецы. На юге от деревни находится холм Мнишонц (447 м.).
Соседние населённые пункты: на севере — деревня Мале-Дебсецы и на северо-западе — Обергуриг.

## История
Впервые упоминается в 1562 году под наименованием Minichswalde.
С 1950 года входит в современную коммуну Обергуриг.
В настоящее время деревня входит в состав культурно-территориальной автономии «Лужицкая поселенческая область», на территории которой действуют законодательные акты земель Саксонии и Бранденбурга, содействующие сохранению лужицких языков и культуры лужичан.
Исторические немецкие наименования
- Minichswalde, 1562
- Mönichs Walda, 1658
- Münchswalde, 1676
- Mönichswalda, 1768

## Население
Официальным языком в населённом пункте, помимо немецкого, является также верхнелужицкий язык.
Согласно статистическому сочинению «Dodawki k statisticy a etnografiji łužickich Serbow» Арношта Муки в 1884 году в деревне проживало 199 человек (из них — 167 серболужичан (84 %)).
| 1834 | 1871 | 1890 | 1910 | 1925 | 1939 | 1946 |
| ---- | ---- | ---- | ---- | ---- | ---- | ---- |
| 102  | 150  | 140  | 239  | 219  | 1404 | 1630 |